# Dipartimento di Yavi
Yavi è un dipartimento argentino, situato nella parte settentrionale della provincia di Jujuy, con capoluogo La Quiaca.

## Geografia fisica
Esso confina con la repubblica della Bolivia, con la provincia di Salta, e con i dipartimenti di Cochinoca, Rinconada e Santa Catalina.

## Società

### Evoluzione demografica
Secondo il censimento del 2010, su un territorio di 2.942 km², la popolazione ammontava a 20.806 abitanti, con un aumento demografico del 14,6% rispetto al censimento del 2001.

## Amministrazione
Il dipartimento comprende (dati del 2001):
- 1 comune:
  - La Quiaca
- 5 commissioni municipali:
  - Barrios
  - Cangrejillos
  - El Cóndor
  - Pumahuasi
  - Yavi